# Ben Townley
Ben Townley (Taupo, 12 december 1984) is een Nieuw-Zeelands motorcrosser.

## Carrière
Na meervoudig nationaal kampioen te zijn geworden in Nieuw-Zeeland, verhuisde Townley naar Europa om deel te nemen aan het Wereldkampioenschap motorcross in 2001. Zijn eerste jaar, op Suzuki, werd vooral een leerjaar. In 2002 reed Townley voor een jeugdteam van KTM. Hij begon het kampioenschap met een tweede plaats, en wist later dat jaar zijn eerste Grand Prix te winnen. In 2003 bevestigde hij zijn capaciteiten en bewees zijn status als potentieel wereldkampioen.
In 2004 won Townley negen Grands Prix en werd Wereldkampioen voor zijn ploegmaat Tyla Rattray, Antonio Cairoli en nog een ploegmaat, Marc de Reuver.
In 2005 kwam Townley uit in de MX1-klasse. Hij won vier Grands Prix en eindigde als derde achter Stefan Everts en landgenoot Joshua Coppins.
Vanaf 2006 ging Townley naar de Verenigde Staten, waar hij voor Kawasaki ging rijden. Dat jaar liep hij een ernstige knieblessure op waardoor hij bijna gans het seizoen aan de kant stond. In 2007 werd hij kampioen in het 250 East kampioenschap in de Supercross. Datzelfde jaar eindigde hij tweede in het Lucas Oil Pro Motorcrosskampioenschap in de Lites-klasse.
In 2008 stapte Townley over naar Honda. Door een voetbreuk opgelopen op training viel dat seizoen in het water. Ook in 2009 kwam hij bijna niet aan rijden toe wegens diverse blessures. 2010 was iets beter met enkele ereplaatsen, maar geen titels.
In 2011 keerde Townley terug in het Wereldkampioenschap MX1, met Kawasaki. Opnieuw geplaagd door blessures besloot Townley het seizoen voor gezien te houden. Later kondigde hij aan te stoppen met het professionele motorcross.
Townley bleef onder andere testpiloot voor Honda Japan. Hij werd geselecteerd voor de Motorcross der Naties 2015 in het Franse Ernée, waar hij uitstekend presteerde. Mede hierdoor kreeg Townley een aanbieding van Suzuki om opnieuw aan het Wereldkampioenschap MXGP deel te nemen in 2016, die hij ook aannam.

## Palmares
- 2004: Wereldkampioen MX2
- 2007: Amerikaans East Coast 250SX Supercrosskampioen

| 1          | 07-07-2002 | Zweden              | Uddevalla            |
| MX2-klasse |            |                     |                      |
| 2          | 04-04-2004 | Portugal            | Águeda               |
| 3          | 25-04-2004 | Nederland           | Valkenswaard         |
| 4          | 16-05-2004 | Benelux (Nederland) | Lichtenvoorde        |
| 5          | 30-05-2004 | Groot-Brittannië    | Arreton              |
| 6          | 04-07-2004 | Zweden              | Uddevalla            |
| 7          | 01-08-2004 | Tsjechië            | Loket                |
| 8          | 11-09-2004 | Ierland             | Ballykelly           |
| 9          | 26-09-2004 | Zuid-Afrika         | Sun City             |
| MX1-klasse |            |                     |                      |
| 10         | 17-04-2005 | Spanje              | Bellpuig             |
| 11         | 12-06-2005 | Italië              | Castiglione del Lago |
| 12         | 26-06-2005 | Frankrijk           | Saint-Jean-d'Angély  |
| 13         | 28-08-2005 | Engeland            | Arreton              |